# Žensko obrezivanje
Žensko obrezivanje je oblik tjelesnog sakaćenja koje se može javljati u više oblika, najčešće kao klitoridektomija. Ovaj način obrezivanja sastoji se od djelomičnog ili potpunog uklanjanja clitoris glansa. Ovaj običaj uveliko je raširen na subsaharskom i istočnoafričkom, te bliskoistočnom području arapskih zemalja (Egipat, Oman, Jemen, i Ujedinjeni Arapski Emirati). Ovaj ritualni običaj se vršio kod raznih plemenskih zajednica. Žensko obrezivanje može se javljati i kao ekscizija, tj. izrezivanje velikih stidnih usana ili pak njenog dijela (u medicini vulvektomija). Ostatak vanjskih usana neka plemena kao Somalci, Danakili i drugi zašili bi ostavljajući tek neznatan otvor. Ovakav oblik ekscizije nazivan je i infibulacija i poznat je kao faraonsko obrezivanje, a vršio se nad djevojčicama od tri godine kod Danakila, ili kod Somalaca između osme i desete godine.
Obrezivanja se provode se kod djece u ranom djetinjstvu i kod odraslih djevojaka. U većini slučajeva prije ili tijekom puberteta. Obično je povezano s jakom boli i može uzrokovati ozbiljna tjelesna i psihička oštećenja.
Zbog tih dalekosežnih posljedica na zdravlje i živote žena i djevojaka već neko vrijeme je u kritici organizacija za zaštitu ljudskih i ženskih prava iz mnogih zemalja. Međuvladine organizacije Ujedinjenih naroda, UNICEF, UNIFEM i Svjetske zdravstvene organizacije (WHO), kao i nevladinih organizacija kao što su Amnesty International zalažu se protiv toga kršenja ljudskih prava i tjelesnog integriteta.
U zakonima mnogih zemalja (uključujući sve zemlje Europske unije) žensko obrezivanje predstavlja kazneno djelo.